# 日本とコスタリカの関係
日本とコスタリカの関係（にほんとコスタリカのかんけい、スペイン語: Relaciones entre Costa Rica y Japón、英語: Japan–Costa Rica relations）では、日本とコスタリカの関係について概説する。

## 両国の比較
|               | コスタリカ                  | 日本                            | 両国の差                   |
| ------------- | --------------------------- | ------------------------------- | -------------------------- |
| 人口          | 504万7561人（2019年）       | 1億2711万人（2015年）           | 日本はコスタリカの約25.2倍 |
| 国土面積      | 5万1100 km²                 | 37万7972 km²                    | 日本はコスタリカの約7.4倍  |
| 首都          | サンホセ                    | 東京都                          |                            |
| 最大都市      | サンホセ                    | 東京都区部                      |                            |
| 政体          | 共和制                      | （民主制） 議院内閣制           |                            |
| 公用語        | スペイン語                  | 日本語                          |                            |
| 国教          | なし                        | なし                            |                            |
| GDP（名目）   | 864億9794万米ドル（2023年） | 4兆2129億4516万米ドル（2023年） | 日本はコスタリカの約48.7倍 |
| 一人当たりGDP | 16595.4米ドル（2023年）     | 33834.4米ドル（2023年）         | 日本はコスタリカの約2.0倍  |
| 経済成長率    | 5.1%（2023年）              | 1.9%（2022年）                  |                            |
| 軍事費        | 0米ドル（2022年）           | 459億9209万米ドル（2022年）     |                            |
| 地図          |                             |                                 |                            |

## 歴史
日本とコスタリカは1935年に外交関係を樹立したものの、第二次世界大戦中の1941年にコスタリカが対日宣戦した事により国交が断絶した。その後、コスタリカに居住する僅かな日本人は拘束されアメリカの強制収容を経て強制送還された。しかし、日本が主権を回復すると1952年に外交関係が復活した。なお、両国は現代において軍隊を放棄した国としての共通点が存在する。

## 外交

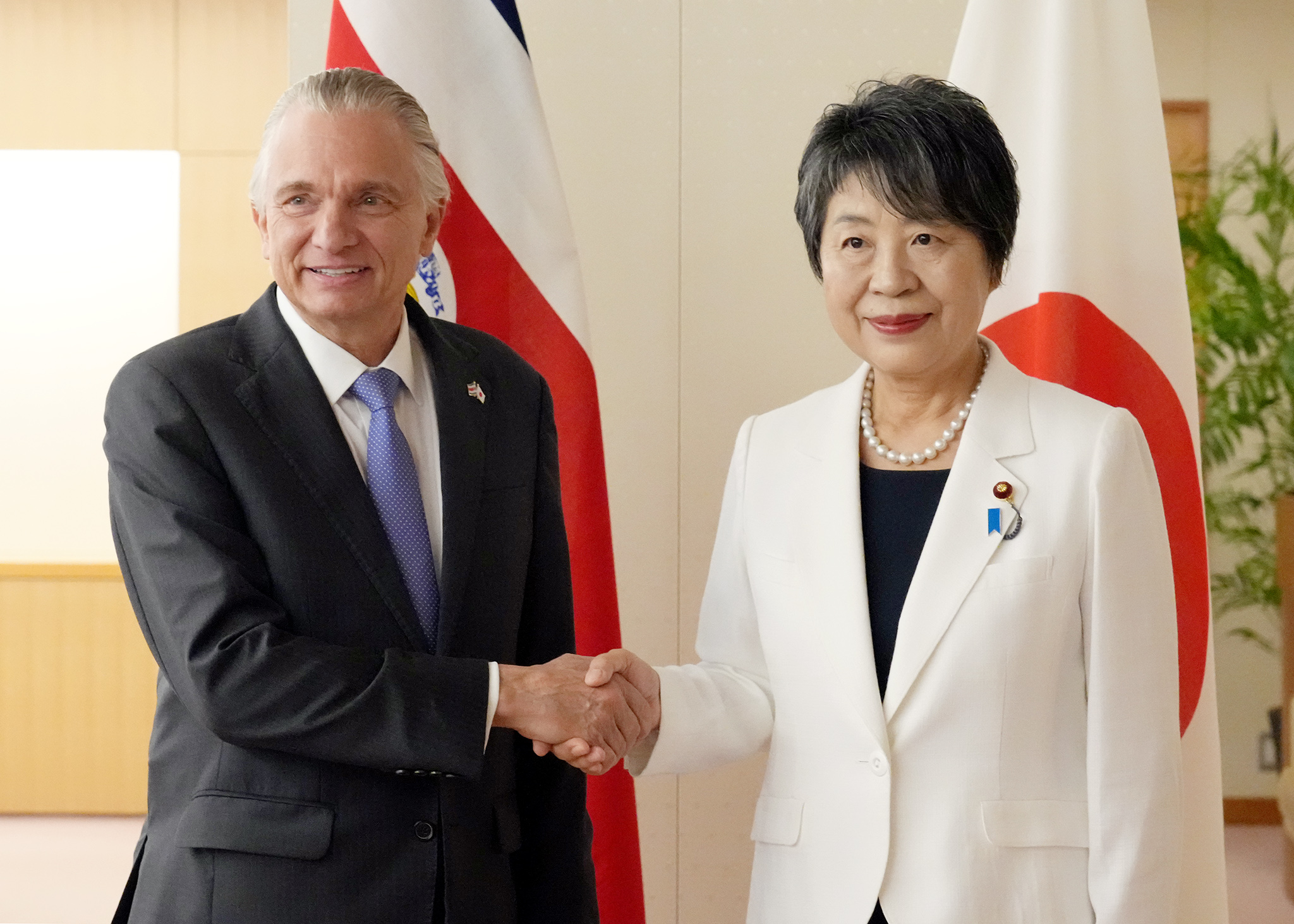
日・コスタリカ外相会談（2024年）

外交面では、コスタリカと日本は自由主義、民主主義・資本主義、平和・軍縮、法の支配、環境等の基本的価値を共有する国際社会におけるパートナーであり、国連をはじめとした国際機関において協力を深めている。コスタリカも加盟する中米統合機構（SICA）に日本は域外オブザーバーとして参加した経験があり、両者は1995年より毎年、政策協議（日本・中米「対話と協力」フォーラム）を実施している。さらに、日本とコスタリカは中南米とアジアの36カ国が参加する中南米アジア協力フォーラム（FEALAC）のメンバー国でもあり、2015年には外相会合がサンホセで開催され、日本からは中山副大臣（当時）が参加してアジアと中南米協力深化に向けた「サンホセ宣言」が採択された。

### 要人往来
皇室からは、1998年には高円宮憲仁親王と憲仁親王妃久子が、2011年には秋篠宮文仁親王と文仁親王妃紀子が、それぞれコスタリカを訪れた。平成の即位の礼に際しては、大統領としてカルデロンとその妻が来日し、その後も大統領としてフィゲーレス、パチェコ、チンチージャが公式に来日した。令和の即位の礼に際しては、大統領アルバラードの妻であるドブレスが来日した。

## 経済

### 日本からコスタリカへの援助
1974年以降、国際協力機構（JICA）はコスタリカへの支援・協力の為、600人近くのボランティアを派遣し、地熱発電所の開設に際し2億4000万ドルを寄付している。
また、日本はコスタリカへの援助額トップを長らく維持している。2019年度にはコスタリカに対し3516万ドルの経済支援を行っており、これは続くアメリカの11.15万ドルやドイツの1057万ドル、フランスの423万ドル、韓国の271万ドルを大きく引き離して金額で第一位であった。

### コスタリカから日本への援助
コスタリカはクリーンエネルギーに関する指導国であり、エネルギー政策の多様化を日本に支援している。東日本大震災の際には、コスタリカの文化・青年省と在コスタリカ日本大使館が共催してチャリティーイベントを開き、売り上げを寄付した。また応援ソングも売り出されこちらも全額が義捐金として日本へ贈られた。

### 貿易
貿易面では対日輸出が427.6億円、対日輸入が307億円となっておりコスタリカ側の黒字が続いている。輸出品としては、医療機器や特産品である熱帯フルーツ、コーヒー、医薬品が多い。日本からの輸入には、自動車製品が大きな割合を占め、次いで石油製品や携帯電話などである。しかし、コスタリカにとっては輸入・輸出ともに最大の貿易相手国はアメリカ合衆国であり、次いで中南米諸国や中国が並ぶなか、日本は輸入面で第四位の貿易相手国に留まっている。2018年の時点で、コスタリカの新車市場の約55％を日本車が占めている。

## 文化交流

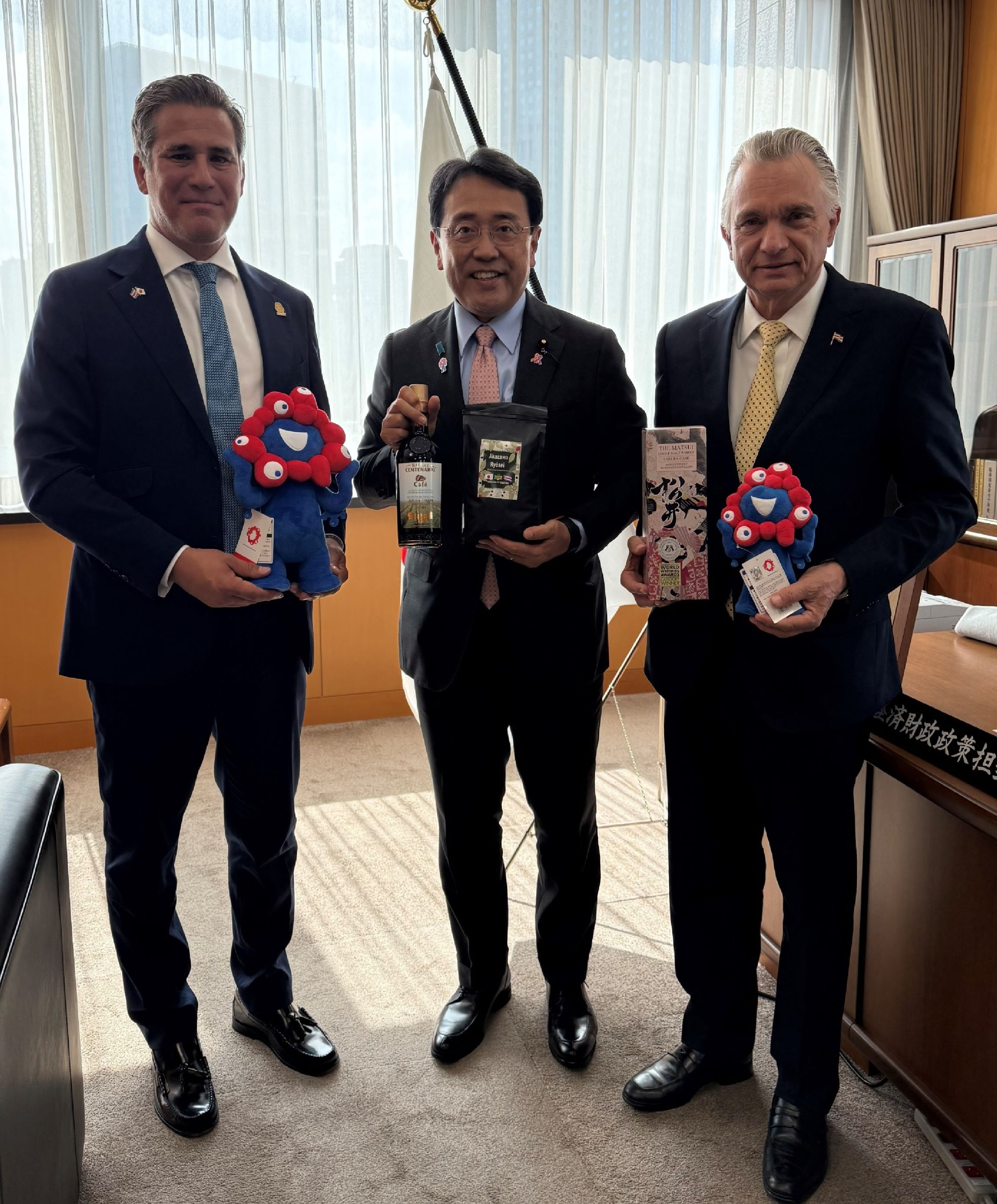
日本国際博覧会についての意見交換に臨むコスタリカの外務・宗務大臣アルノルド・アンドレ・ティノコ（右）、貿易大臣マヌエル・トバール（左）、日本の内閣府特命担当大臣（経済財政政策担当）赤澤亮正（中央）（2025年4月24日）

2002年の日韓ワールドカップまで、コスタリカ国内での日本の認知度は高くなかった。中国とコスタリカの関係が長きに渡っており、なおかつ存在感も大きかったことから、2002年までコスタリカでは、日本の言葉や習慣は中国のそれらと一緒くたにされていた。その後、日韓ワールドカップをきっかけに急速に日本食レストランが増えるなど、日本文化がコスタリカで広まり始めた。日本のアニメ・漫画は人気があり、様々なアニメイベントが開催されているほか、2010年にはサンホセに、メイド喫茶とキャラクターグッズ店と漫画喫茶を兼ねたような店がオープンした。ただし、「日本文化の日」は定められていない。

## 姉妹（友好）都市

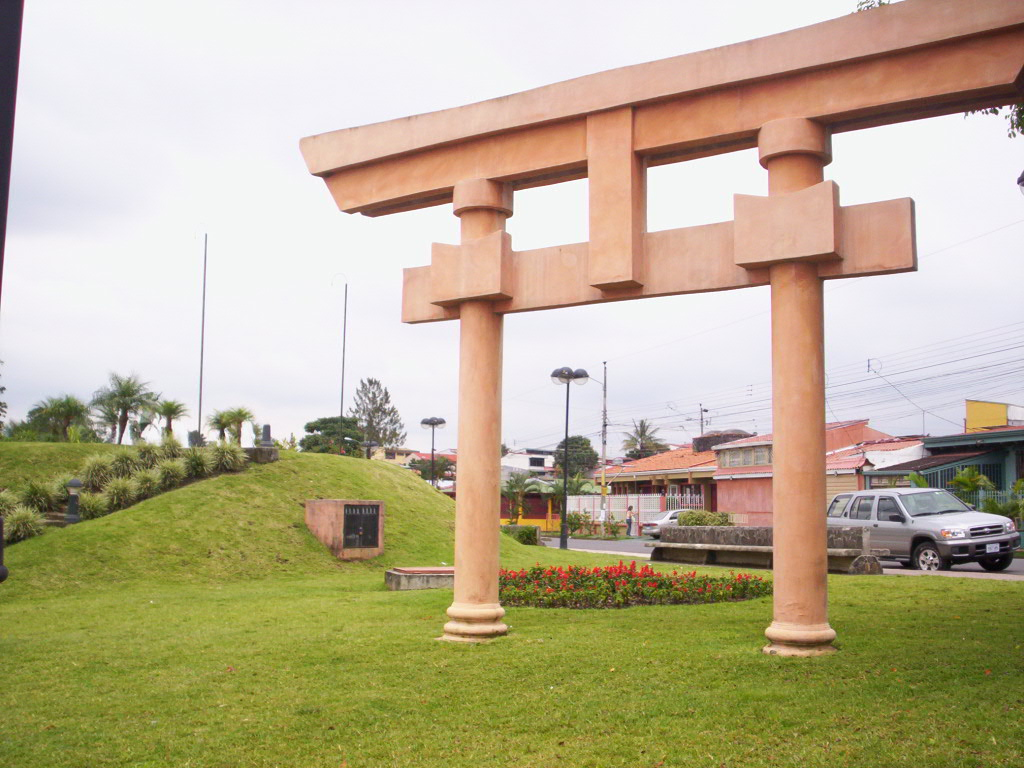
岡山公園

一般財団法人自治体国際化協会によると、以下の通り。
- 日本宮城県気仙沼市とプンタレナス市
- 日本岡山県岡山市とサンホセ市

特に岡山市とサンホセ市の交流は1969年から続けられており、岡山駅西口の岡山コンベンションセンター前には「岡山市・サンホセ市友情の広場（サンホセスクエア）」があり、サンホセ市には岡山公園がある。岡山駅前にある桃太郎像と瓜二つの桃太郎像がサンホセ市にある。

## 外交使節

### 駐日コスタリカ大使・公使
| 代                     | 氏名                                                           | 在任期間        | 官職名       | 備考                      |
| ---------------------- | -------------------------------------------------------------- | --------------- | ------------ | ------------------------- |
|                        | ホルヘ・セレドン・カストロ                                     | 1953年 - 1959年 | 特派大使     | 信任状捧呈は9月14日       |
|                        | マッス・グルディアン                                           | 1959年 - 1964年 | 特派大使     | 信任状捧呈は5月28日       |
| ※1964/3/14 公使館開設  |                                                                |                 |              |                           |
|                        | へルマン・ガゴ・ペレス                                         | 1964年 - 1966年 | 臨時代理公使 |                           |
| ※1966/11/18 大使館昇格 |                                                                |                 |              |                           |
| 1                      | フェデリーコ・ボリオ・ゴンサレス                               | 1966年 - 1970年 | 特命全権大使 | 信任状捧呈は11月18日 初代 |
| 2                      | ヴィヴィアン・ジェイムス・ウッドフォード・ファーニス・セグレダ | 1970年 - 1972年 | 特命全権大使 | 信任状捧呈は7月10日       |
| 3                      | へルマン・ガゴ・ペレス                                         | 1974年 - 1978年 | 特命全権大使 | 信任状捧呈は1975年6月25日 |
| 4                      | ハイメ・ボテイ・ブレネス                                       | 1978年 - 1982年 | 特命全権大使 | 信任状捧呈は9月19日       |
| 5                      | ガストン・コガン・コガン                                       | 1982年 - 1986年 | 特命全権大使 | 信任状捧呈は9月28日       |
|                        | アナ・ルシア・ナサール・ソト                                   | 1986年 - 1989年 | 臨時代理大使 |                           |
| 6                      | アルフレド・オルトゥーニョ・ビクトリー                         | 1989年 - 1990年 | 特命全権大使 | 信任状捧呈は12月12日      |
|                        | アナ・ルシア・ナサール・ソト                                   | 1990年          | 臨時代理大使 |                           |
| 7                      | アントニオ・ロブレス・オレアム                                 | 1990年 - 1992年 | 特命全権大使 | 信任状捧呈は9月14日       |
| 8                      | ペドロ・ゴジェナガ・エルナンデス                               | 1992年 - 1994年 | 特命全権大使 | 信任状捧呈は1993年3月29日 |
| 9                      | クリスティーナ・ロハス・ロドリゲス                             | 1994年 - 1995年 | 特命全権大使 | 信任状捧呈は11月22日      |
|                        | アナ・ルシア・ナサール・ソト                                   | 1995年 - 1999年 | 臨時代理大使 |                           |
| 10                     | リカルド・アルベルト・セケイラ・ラミレス                       | 1999年 - 2004年 | 特命全権大使 | 信任状捧呈は9月6日        |
|                        | ホルヘ・エンリケ・バレリオ・エルナンデス                       | 2004年 - 2005年 | 臨時代理大使 |                           |
| 11                     | アレクサンダー・サラス・アラヤ                                 | 2005年 - 2006年 | 特命全権大使 | 信任状捧呈は9月13日       |
|                        | ホルヘ・エンリケ・バレリオ・エルナンデス                       | 2006年 - 2007年 | 臨時代理大使 |                           |
| 12                     | マリオ・フェルナンデス・シルバ                                 | 2007年 - 2011年 | 特命全権大使 | 信任状捧呈は8月23日       |
| 13                     | アルバロ・アントニオ・セデーニョ・モリナリ                     | 2011年 - 2014年 | 特命全権大使 | 信任状捧呈は10月4日       |
|                        | リリアン・ロドリゲス・ヒメネス                                 | 2014年 - 2015年 | 臨時代理大使 |                           |
| 14                     | ラウラ・エスキベル・モラ                                       | 2015年 - 2018年 | 特命全権大使 | 信任状捧呈は7月31日       |
|                        | ヒルダ・マリア・サンティエステバン・モンテロ                   | 2018年 - 2019年 | 臨時代理大使 |                           |
| 15                     | アレクサンダー・サラス・アラヤ                                 | 2019年 - 2024年 | 特命全権大使 | 信任状捧呈は12月19日      |
|                        | ウィリアム・ホセ・カルボ・カルボ                               | 2024年 -        | 臨時代理大使 |                           |